# Associazione Sportiva Dilettantistica Lupa Roma 2013-2014
Questa voce raccoglie le informazioni riguardanti l'Associazione Sportiva Dilettantistica Lupa Roma nelle competizioni ufficiali della stagione 2013-2014.

## Risultati

### Serie D

#### Poule scudetto
| Arbitro: | Arcangelo Vingo (Pisa) |

|                                   |           |          |
| Tajarol 80’ (rig.) Capodaglio 85’ | Marcatori | 7’ Manzo |

| Arbitro: | Alessandro Pietropaolo (Modena) |

|             |           |                         |
| Iannini 79’ | Marcatori | 45+3’ (rig.) Sentinelli |

| Arbitro: | Daniel Amabile (Vicenza) |

|                                                 |                      |                                                 |
| Silva 66’                                       | Marcatori            | 90+5’ Capodaglio                                |
| Silva Colicchio Matteassi Jakimovski Castellana | Tiri di rigore 3 – 4 | Pasqualoni Capodaglio Tajarol Sentinelli Chiesa |

| Arbitro: | Vincenzo Valiante (Nocera Inferiore) |

|  |           |            |
|  | Marcatori | 70’ Maccan |